# 耶夫拉德瓦萨
耶夫拉德瓦萨，是西班牙阿拉贡自治区韦斯卡省的一个市镇。总面积91平方公里，总人口161人（2001年），人口密度2人/平方公里。